# Elektrostatisk kraft
 For alternative betydninger, se Kraft (flertydig).
Elektrostatiske kræfter er en kraft man kan "mærke", når man bevæger sig ned i nano-verdenen. Det er den såkaldte elektrostatiske kraft der er i spil, når man stikker hånden ned i en pose med krøyerkugler – eller hvis man laver det kendte trick med at gnide en ballon mod tøjet og hænge den op på væggen.
Når to ting er i kontakt med hinanden, som fx hånden og kuglerne, og de så bliver revet væk fra hinanden igen, vil der komme en skæv fordeling af elektroner. Når der er overskud af elektroner ét sted i forhold til et andet, så bliver tingen elektrisk ladet – så vil kuglerne blive suget hen imod hånden! Selv ganske små ladningsforskelle og ændringer vil give kæmpe udslag, når man arbejder i nanoskala. Krøyerkugler fx vejer jo næsten ingenting, så tyngdekraften er sat ud af spillet. Til gengæld har kuglerne en stor overflade, som får dem til at opføre sig så "klistret" fordi de elektrostatiske kræfter kan "spille med musklerne".